# Moalboal
Moalboal ist eine Stadtgemeinde ca. 90 km von Cebu City an der Westküste der philippinischen Insel Cebu im Herzen der Visayas. Ihre Nachbargemeinden sind Alcantara im Norden, Badian im Süden und Argao im Osten. Im Westen grenzt sie an die Tanon-Straße.
Moalboal ist ein Touristenort. Unterkünfte und Restaurants für Urlauber befinden sich allerdings überwiegend am 3 km vom Ortszentrum entfernten Panagsama Beach. Der Sand dieses Strandes wurde 1984 von einem starken Taifun vollkommen abgetragen. Zurück blieb ein felsiger Strand, der sich bei Sporttauchern größter Beliebtheit erfreut wegen des vorgelagerten Riffs Pescador Island Marine Park. Ein Sandstrand befindet sich heute noch am rund 5 km weiter nördlich gelegenen Basdaku Beach, auch bekannt als White Beach, der ebenfalls noch zum Gebiet der Gemeinde Moalboal zählt. Moalboal ist in ca. 3–4 Std. von Cebu City aus mit dem Bus über relativ gut ausgebaute Straßen zu erreichen. Sehenswerte Ausflüge können mit dem gemieteten Motorrad zu den Kawasan-Wasserfällen in einer tropischen Umgebung und zu einer Orchideenfarm unternommen werden. Viele Deutsche und Schweizer betreiben kleine Pensionen in Moalboal.

## Geschichte

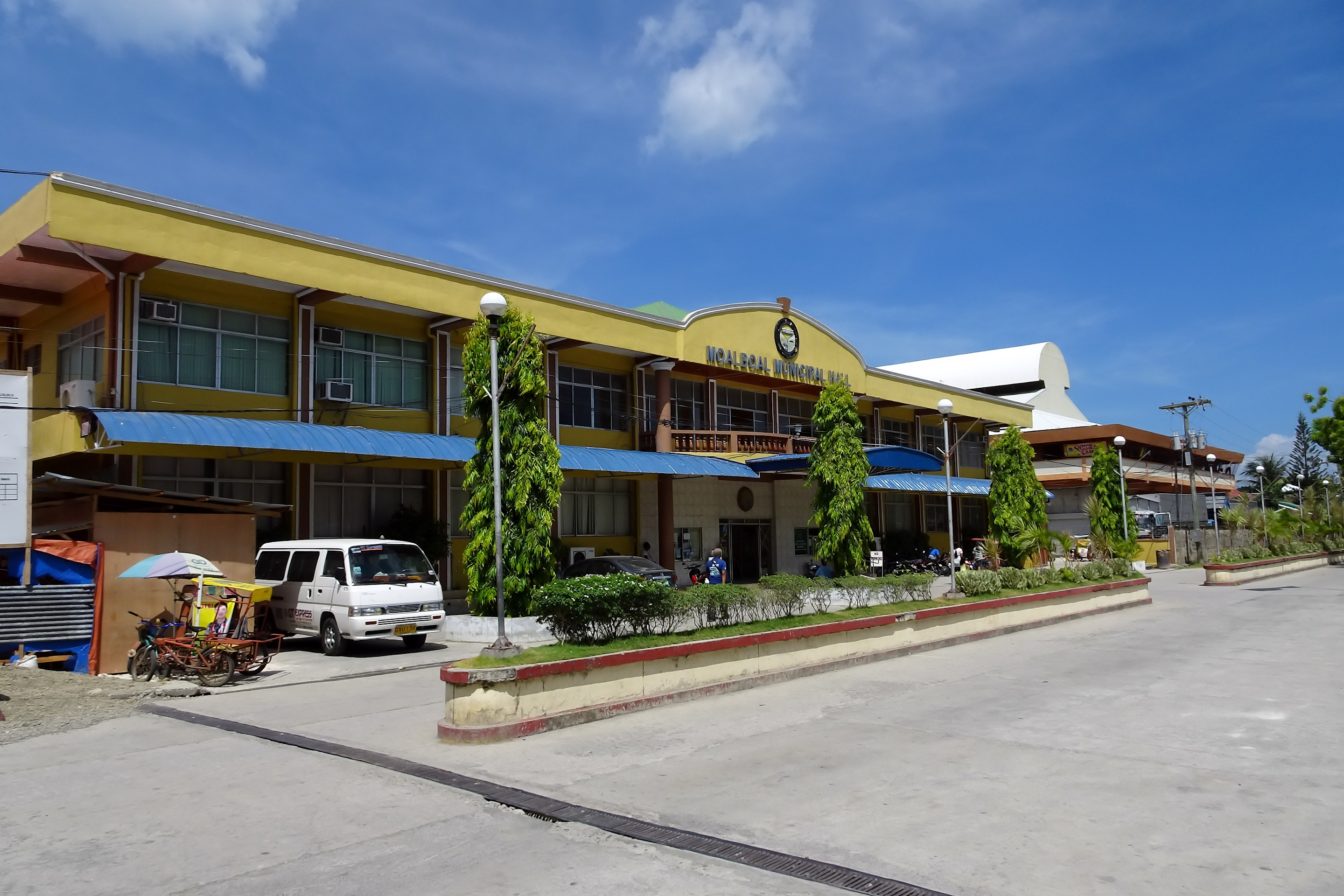
Moalboal Rathaus

Liste der Bürgermeister/Präsidenten/Kapitäne
1. Laurente Sabanal                       Erster Gewalthaber und Held von Moalboal
2. Kapitän Pedro Gako                     -
3. Präsident Melecio Lambo                1909
4. Präsident Vicente Gador                1910–1913
5. Präsident Perfecto Babiera             1914–1917
6. Hon. Nicomedes Gabutero                1918–1921
7. Hon. Tranquilino Babiera               1922–1934
8. Hon. Petronilo Babiera                 1935–1938
9. Hon. Onofre Tapales                    1939–1944
10. Hon. Angel Babiera                    1945–1947
11. Hon. Petronilo Babiera                1948–1955
12. Hon. Pedro G. Cabaron                 1956–1963
13. Hon. Geronimo Estimo                  1964–1967
14. Hon. Pedro G. Cabaron                 1968–1986
15. Hon. Pedro S. Mendoza                 1986–1988
16. Hon. Marcelo T. Abrenica              1988–1992
17. Hon. Pedro S. Mendoza                 1992–1995
18. Hon. Marcelo T. Abrenica              1995–1996
19. Hon. Cezar B. Mahinay                 1996–1998
20. Hon. Inocentes G. Cabaron             1998–2006
21. Hon. Yvonne L. Cabaron                2007–2010
22. Hon. Inocentes G. Cabaron             2010 – gegenwärtig[2]

## Klima
Das Klima in Moalboal ist semi-arid, mit 1-2 trockenen Monaten. Normalerweise ist die humide Saison während der Monate September bis Dezember. Eine schwankende, unvorhersehbare Saison gibt es von Januar–März. April und Mai sind die heißesten Monate. Eine kurze Regenzeit herrscht von Mai bis (meist) Juli. Der durchschnittliche Niederschlag liegt bei 131 mm mit der Durchschnittstemperatur von 27 °C.

## Infrastruktur

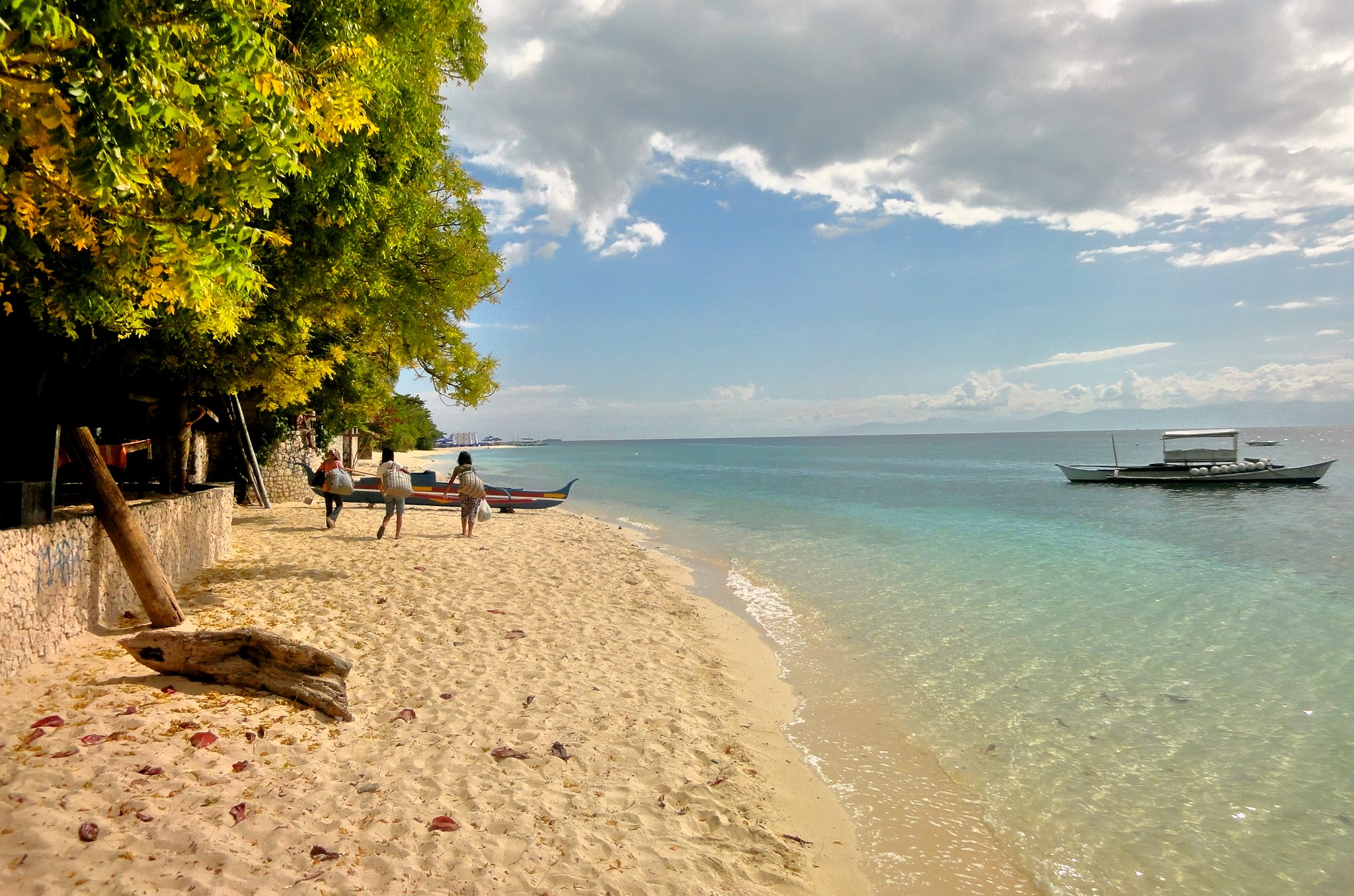
White Beach in Moalboal, außerhalb Barefoot Resort

Die meisten Straßen sind gepflastert. Einige Nebenstraßen sind jedoch noch Sandwege. Als Transportmittel benutzt man in Moalboal Tricycles (Beiwagen zum Motorrad). Um auf kurzen Wegen nicht der prallen Sonne ausgesetzt zu sein gibt es auch Beiwagen zu Fahrrädern, die sogenannten Trisikads. Um Moalboal zu erreichen oder zu verlassen, benutzen die Einheimischen Busse wie Librando und Ceres, auch Multicabs und V-hires. Der Tourismus konzentriert sich auf Panagsama Beach, White Beach und Tongo.

## Touristenattraktion

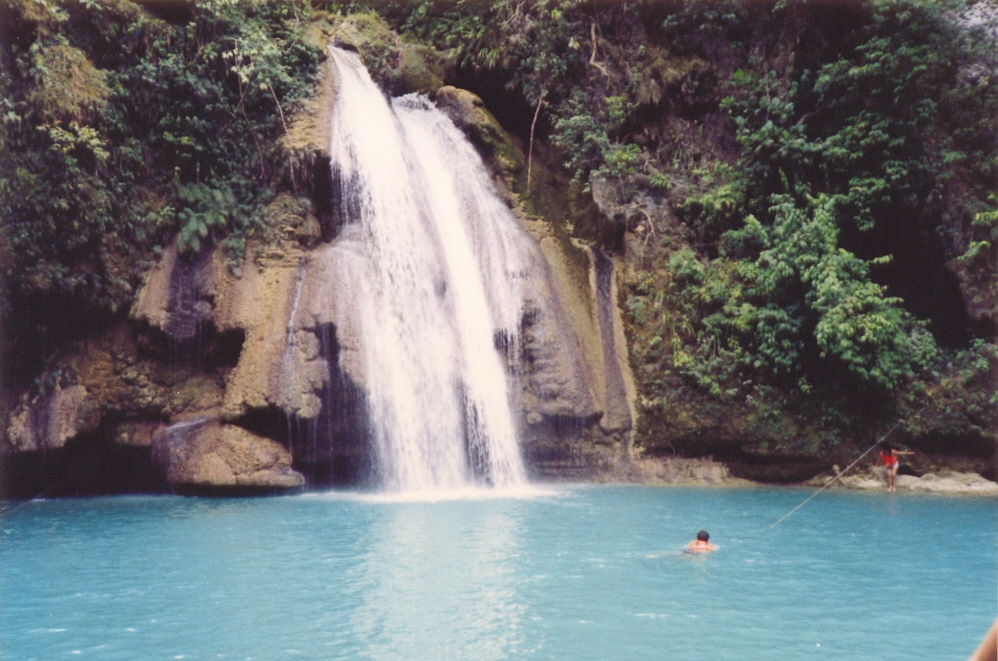
Die nahen Kawasan-Wasserfälle

Moalboal ist primär ein Platz für Taucher und Schnorchler, so dass eine Vielzahl von Tauchschulen und -anbietern vor Ort zu finden ist. Am Wochenende kann man in Moalboal einen „Cockfight“ (Hahnenkampf) anschauen, der hauptsächlich von Einheimischen besucht wird. In der sogenannten „Orchid Gallery“ sind Tiere wie Vögel, Affen, Schlangen und weitere Tiere zu beobachten. Als Ausflugsziel bieten sich die Kawasan Wasserfälle 20 km südlich von Moalboal sowie die Strände im Norden (z. B. White Beach) an.

## Barangays
Moalboal ist politisch in 15 Baranggays unterteilt.
- Agbalanga
- Bala
- Balabagon
- Basdiot
- Batadbatad
- Bugho
- Buguil
- Busay
- Lanao
- Poblacion East
- Poblacion West
- Saavedra
- Tomonoy
- Tuble
- Tunga